# Leptotarsus ohakunensis
Leptotarsus ohakunensis är en tvåvingeart som först beskrevs av Alexander 1923.  Leptotarsus ohakunensis ingår i släktet Leptotarsus och familjen storharkrankar. Inga underarter finns listade i Catalogue of Life.